# Kenjirō Tokutomi
Kenjirō Tokutomi (徳冨 健次郎, Tokutomi Kenjirō), né le 25 octobre 1868 à Minamata, mort le 18 septembre 1927 à Ikoha dans la préfecture de Gunma), nom de plume Tokutomi Roka 徳冨 蘆花, est un écrivain japonais des ères Meiji et Taishō.

## Biographie
Né le 25 octobre 1868, Roka Tokutomi est le deuxième fils du lettré confucéen et samouraï rural Tokutomi Kazutaka, un élève de Yokoi Shōnan, à Minamata, dans la préfecture de Kumamoto. Son frère ainé est l'essayiste, historien et journaliste Tokutomi Sohō.
Jeune homme il fréquente l'école Dōshisha de Kyoto (prédécesseur de l'actuelle université Dōshisha) et est baptisé lors d'un retour temporaire à Kumamoto. Il retourne plus tard à l'école Dōshisha fondée par Niijima Jō et fortement influencée par les valeurs du puritanisme mais ne termine pas ses études et se rend à Tokyo. Là il travaille comme correcteur et traducteur  pour la maison d'édition Min'yūsha fondée par son frère et fournit des textes pour les journaux des associations Kokumin no Tomo et Kokumin Shimbun. Avec son roman Hototogisu (不如帰 (« Petit coucou »), il devient célèbre du jour au lendemain.
De cette époque date son intérêt pour Tolstoï et Goethe. La principale influence littéraire de Roka est Léon Tolstoï, écrivain russe dont le style littéraire oriente ses idées philosophiques et son mode de vie.
Lorsqu'à l'occasion de la première guerre sino-japonaise les convictions idéologiques de son frère Sohō évoluent de la démocratie libérale au nationalisme, Roka met fin en 1903 à sa collaboration aux éditions Min'yūsha. Il publie à ses frais Kuroshio (黒潮), qui commence avec le chapitre Kokubetsu no ji (告別の辞, « Discours d'adieu »), par lequel il annonce la séparation d'avec son frère.
Au cours d'une ascension du Fujisan, il éprouve une sensation d'épuisement et ressent pendant le processus de récupération, comme il l'écrit, une « renaissance ». À la fin d'un voyage en Europe en 1906, il entreprend un pèlerinage en Palestine et rend visite à Tolstoï dans sa ferme d'Iasnaïa Poliana. De retour au Japon, il décide de mettre en œuvre les idéaux du christianisme libertaire et du retour à la nature et s'installe avec sa femme dans une petite ferme du milieu rural de Kasuya (actuel arrondissement de Setagaya) où il pratique l'agriculture en tant que « paysan esthète » (美的百姓 biteki hyakushō) jusqu'à sa mort en 1927. Après la mort de sa femme, la propriété est donnée à la ville de Tokyo pour être transformée en un parc appelé « Roka Kōshun-en » en son honneur.

## Œuvre
En tant que romancier, Roka connaît le succès avec Namiko, d'abord publié sous forme de feuilleton dans le journal Kokumin Shinbun de 1898 à 1899. Ce livre devient une meilleure vente de l'ère Meiji lorsqu'il est publié sous forme de livre un an plus tard. Son succès traverse les frontières et le livre est traduit en anglais, en français, en allemand, en italien et en espagnol. Ses essais regroupés sous le titre Shizen to jinsei rencontrent également une surprenante faveur populaire avec deux cents réimpressions durant les quinze années de l'ère Taishō. Omoide no ki, réimprimé 145 fois au cours des vingt années qui ont suivi sa publication, est toujours considéré comme un classique de l'époque.

## Titres
- Hototogisu (不如帰 1900, « Petit coucou ».
- Shizen to jinsei (自然と人生 1900, « La Nature et la vie »).
- Omoide no ki (思出の記 1901, « Mémoires »).
- Kuroshio (黒潮 1902, « Courant noir », Kuroshio).
- Yadorigi (寄生木 1909, « Gui »).
- Mimizu no tawakoto (みみずのたはこと 1912, « Paroles insensées d'un ver de terre »).
- Kuroi me to chairo no me (黒い目と茶色の目 1914, « Yeux noirs et yeux bruns »).
- Fuji (富士山 1925
- Kaijin (灰燼 1929, « Cendres et gravats »).

## Crédits
- (de)/(es) Cet article est partiellement ou en totalité issu des articles intitulés en allemand « Tokutomi Roka » (voir la liste des auteurs) et en espagnol « Tokutomi Roka » (voir la liste des auteurs).